# Raffaele Corso
Raffaele Corso (Nicotera, 8 febbraio 1885 – Napoli, 9 luglio 1965) è stato un etnografo e antropologo italiano.

## Biografia
Figlio di Diego e di Teresa Stilo, il padre era medico e appassionato di archeologia. Raffaele si trasferì a Napoli per frequentare l'università, dove fece la conoscenza di Benedetto Croce e di Giuseppe Pitrè. Dopo essersi laureato in giurisprudenza all'Università di Napoli, mantenne stretti rapporti epistolari con il Pitré che considerò il suo maestro. Questa intensa corrispondenza fece sì che alla morte del Pitré gli venne proposto di andare a ricoprire la cattedra di demopsicologia (il termine che all'epoca si usava per indicare la moderna etnografia) che ricopriva all'università di Palermo.
Il 19 ottobre 1912 fu iniziato in Massoneria nella loggia Bruno Vinci di Nicotera, appartenente al Grande Oriente d'Italia, .
Nel 1914 pubblicò a Lipsia il saggio in tedesco La vita sessuale nelle credenze, pratiche e tradizioni poolari italiane; nel 1923 diede alle stampe la sua opera principale Folklore: storia, obbietto, metodo che venne edita anche in altri paesi. In precedenza aveva scritto L'arte dei pastori (1920) e in seguito pubblicò Reviviscenze (1927), Africa, cenni razziali (1941), Aspetti di vita africani (1943) e I popoli dell'Europa; usi e costumi (1948).
A partire dagli anni cinquanta, la sua figura nell'ambito dell'etnografia italiana andò progressivamente in declino, anche a causa della rifondazione disciplinare dell’etnografia nell’Italia del secondo dopoguerra; la visione estetica e « nazionale » delle tradizioni popolari proposta da Corso apparve ben presto superata dall’emergere di nuovi approcci, come ad esempio il pensiero di Antonio Gramsci o le ricerche meridionalistiche di Ernesto De Martino, più orientati verso l’analisi sociale e storica della cultura popolare.